# Hampus Lindholm
Hampus Lindholm (né le 20 janvier 1994 à Helsingborg en Suède) est un joueur professionnel suédois de hockey sur glace. Il évolue au poste de défenseur.

## Biographie

### Carrière en club
Formé au Jonstorps IF, il rejoint les équipes de jeunes du Rögle BK en 2010. Il découvre l'Allsvenskan un an plus tard. À l'issue de la saison l'équipe accède à l'Elitserien. Il est choisi au premier tour, en 30e position par le Donbass Donetsk au cours du repêchage d'entrée dans la KHL 2012. Il est sélectionné au premier tour, en sixième position par les Ducks d'Anaheim lors du repêchage d'entrée dans la LNH 2012. Le 6 octobre 2013, il joue son premier match dans la Ligue nationale de hockey avec les Ducks chez les Jets de Winnipeg.
Le 19 mars 2022, il est échangé aux Bruins de Boston avec Kodie Curran en retour de John Moore, d'Urho Vaakanainen, d'un choix de 1re ronde en 2022 et de deux choix de 2e tour (2023 et 2024).

### Carrière internationale
Il représente la Suède en sélection jeune.

## Statistiques

### En club
| Saison     | Équipe              | Ligue       |     | Saison régulière | Saison régulière | Saison régulière | Saison régulière | Saison régulière |   | Séries éliminatoires | Séries éliminatoires | Séries éliminatoires | Séries éliminatoires | Séries éliminatoires |
| Saison     | Équipe              | Ligue       | PJ  | B                | A                | Pts              | Pun              | PJ               | B | A                    | Pts                  | Pun                  |                      |                      |
| 2011-2012  | Rögle BK            | Allsvenskan | 20  | 1                | 3                | 4                | 12               | 10               | 1 | 4                    | 5                    | 6                    |                      |                      |
| 2012-2013  | Admirals de Norfolk | LAH         | 44  | 1                | 10               | 11               | 16               | -                | - | -                    | -                    | -                    |                      |                      |
| 2013-2014  | Ducks d'Anaheim     | LNH         | 78  | 6                | 24               | 30               | 36               | 11               | 0 | 2                    | 2                    | 0                    |                      |                      |
| 2014-2015  | Ducks d'Anaheim     | LNH         | 78  | 7                | 27               | 34               | 32               | 16               | 2 | 8                    | 10                   | 10                   |                      |                      |
| 2015-2016  | Ducks d'Anaheim     | LNH         | 80  | 10               | 18               | 28               | 40               | 7                | 0 | 3                    | 3                    | 0                    |                      |                      |
| 2016-2017  | Ducks d'Anaheim     | LNH         | 66  | 6                | 14               | 20               | 36               | 17               | 1 | 3                    | 4                    | 10                   |                      |                      |
| 2017-2018  | Ducks d'Anaheim     | LNH         | 69  | 13               | 18               | 31               | 34               | 4                | 1 | 1                    | 2                    | 2                    |                      |                      |
| 2018-2019  | Ducks d'Anaheim     | LNH         | 76  | 6                | 22               | 28               | 44               | -                | - | -                    | -                    | -                    |                      |                      |
| 2019-2020  | Ducks d'Anaheim     | LNH         | 56  | 2                | 21               | 23               | 34               | -                | - | -                    | -                    | -                    |                      |                      |
| 2020-2021  | Ducks d'Anaheim     | LNH         | 18  | 2                | 4                | 6                | 16               | -                | - | -                    | -                    | -                    |                      |                      |
| 2021-2022  | Ducks d'Anaheim     | LNH         | 61  | 5                | 17               | 22               | 42               | -                | - | -                    | -                    | -                    |                      |                      |
| 2021-2022  | Bruins de Boston    | LNH         | 10  | 0                | 5                | 5                | 10               | 4                | 0 | 0                    | 0                    | 0                    |                      |                      |
| 2022-2023  | Bruins de Boston    | LNH         | 80  | 10               | 43               | 53               | 56               | 7                | 0 | 0                    | 0                    | 4                    |                      |                      |
| 2023-2024  | Bruins de Boston    | LNH         | 73  | 3                | 23               | 26               | 63               | 13               | 1 | 3                    | 4                    | 8                    |                      |                      |
| Totaux LNH | Totaux LNH          | Totaux LNH  | 745 | 70               | 236              | 306              | 437              | 79               | 5 | 20                   | 25                   | 34                   |                      |                      |

### En équipe nationale
| Année | Équipe    | Compétition                  |    | PJ | B | A | Pts | Pun | +/-               |  | Résultat |
| 2012  | Suède U18 | Championnat du monde -18 ans | 6  | 0  | 4 | 4 | 4   | -1  | Médaille d'argent |  |          |
| 2018  | Suède     | Championnat du monde         | 10 | 0  | 6 | 6 | 4   | +6  | Médaille d'or     |  |          |

## Trophées et honneurs personnels

### J20 SuperElit
- 2012 : nommé meilleur défenseur

### Ligue nationale de hockey
- 2013-2014 : sélectionné dans l'équipe d’étoiles des recrues
- 2022-2023 : nommé dans la deuxième équipe des étoiles